# Masies de Sant Just Desvern
Les masies de Sant Just Desvern representen un important patrimoni històric i arqueològic d'aquest municipi del Baix Llobregat.
Els senyors santjustencs, uns 10, eren les famílies d'un prestigi reconegut, com podien ser aristòcrates catalans, comerciants benestants, i homes d'oficis liberals, els quals tenien hisendes pròximes a Barcelona on residien. A cada finca tenien un o dos masovers, com les famílies: Claresvalls, Dusai, Sagrera, Tudó, Taverner, Pellicer, Gelabert, etc.
Els pagesos emfiteutes, uns 24, tenien el domini útil de la terra de les masies i actuaven com l'oligarquia dirigent. Residien al terme, exercien càrrecs públics, mantenien la família, jornalers i parcers, i conreaven en franc alou o sota emfiteusi.
Els masovers tenien cura de la masia, on hi havia bestiar, i de les terres, podien llogar treballadors, donaven a l'amo de la hisenda una part dels productes que n'obtenien, en espècies o en diners, i tenien una manera de viure similar als pagesos, com a les masies de: Can Baró, Can Candeler, Can Carbonell, Can Freixes, Can Ginestar, Can Jeroni, Can Mèlich, Can Merlès, Can Pi, Can Sagrera i Can Torreblanca.
Les masies de pagesos eren: Can Biosca (Sellent), Can Campreciós, Can Carbonell (Muntanya, plaça Modolell), Can Cardona, Can Cortès, Can Cuiàs (Sant Joan de l'Erm), Can Fatjó (Parellada), Can Gelabert (Riera, Coscoll), Can Modolell, Can Oliveres, Can Pastaller (Bertran), Can Padrosa, Can Padroseta, Can Pi (Romagosa), Mas Riera (Mèlich), Can Roldan, Can Solanes i Can Vilar de la Muntanya (Santfeliu).
Les masies de masovers eren: Can Baró (comte de Darnius), Can Candeler (Jaume Gelabert, candeler), Can Claresvalls (noblesa, derruïda), Can Dusai (Torreblanca, marquesos de Monistrol), Can Merlès (Tennis Sant Gervasi), Can Mir (costat església), Can Pellicer (notari, Freixes), Can Roig (derruïda), Can Sagrera (Pujol, adroguer) i Can Tudó (botiguer, Ginestar).